# Karol Królikowski
Karol Królikowski (ur. 30 października 1806 w Łaskarzewie, zm. 5 czerwca 1871 w Saint Etienne, Francja) – polski księgarz oraz wydawca działający w Paryżu w okresie Wielkiej Emigracji.

## Życiorys
Syn Antoniego Królikowskiego i Justyny Krzewickiej. Po ukończeniu nauki w Węgorowie pracował w Izbie Obrachunkowej w Warszawie. Wziął udział w powstaniu listopadowym, a po jego upadku wyemigrował do Francji.
W 1837 roku zatrudnił w drukarni polskiej prowadzonej przez Eustachego Januszkiewicza i Aleksandra Jełowickiego. W 1841 roku został jej kierownikiem.
W latach 1844–1871 prowadził księgarnię emigracyjną, która z czasem przynosiła mu poważny dochód. Księgarnia ta nosiła początkowo nazwę Księgarnia Katolicka, przemianowana później na Księgarnię Polską. Księgarnia wydawała literaturę religijną, dzieła poetów emigracyjnych (Adama Mickiewicza, Zygmunta Krasińskiego i innych) oraz publicystykę polityczną. Królikowski wydawał też rocznik „Biesiada Krzemieniecka w Paryżu”.
Królikowski publikował również pisma polityczne, w których nawoływał do wewnętrznej solidarności emigrantów. Wydał m.in. „Posiedzenie nadzwyczajne Polaków w departamencie des Landes” (1841).
Z jego inicjatywy powstało w 1862 „Stowarzyszenie Podatkowe” wspierające we Francji Polaków niezdolnych do pracy. Stowarzyszenie to zmieniło 1863 nazwę na „Instytucję czci i chleba”. Królikowski był od 1863 jego sekretarzem, zaś od 1869 prezesem.